# Protodrilidae
Protodrilidae é uma família de poliquetas pertencente à ordem Protodrilida.
Géneros:
- Astomus Jouin, 1979
- Claudrilus Martínez, Di Domenico, Rouse & Worsaae, 2015
- Lindrilus Martínez, Di Domenico, Rouse & Worsaae, 2015
- Megadrilus Martınez, Di Domenico, Rouse & Worsaae, 2015
- Meiodrilus Martínez, Di Domenico, Rouse & Worsaae, 2015
- Parentodrilus Jouin, 1992
- Protannelis Lam, 1922
- Protodrilus Czerniavsky, 1881